# Bernard Matemera
Bernard Matemera (* 14. Januar 1946 in Guruve; † 4. März 2002 in Tengenenge) war ein simbabwischer Bildhauer.

## Biographie

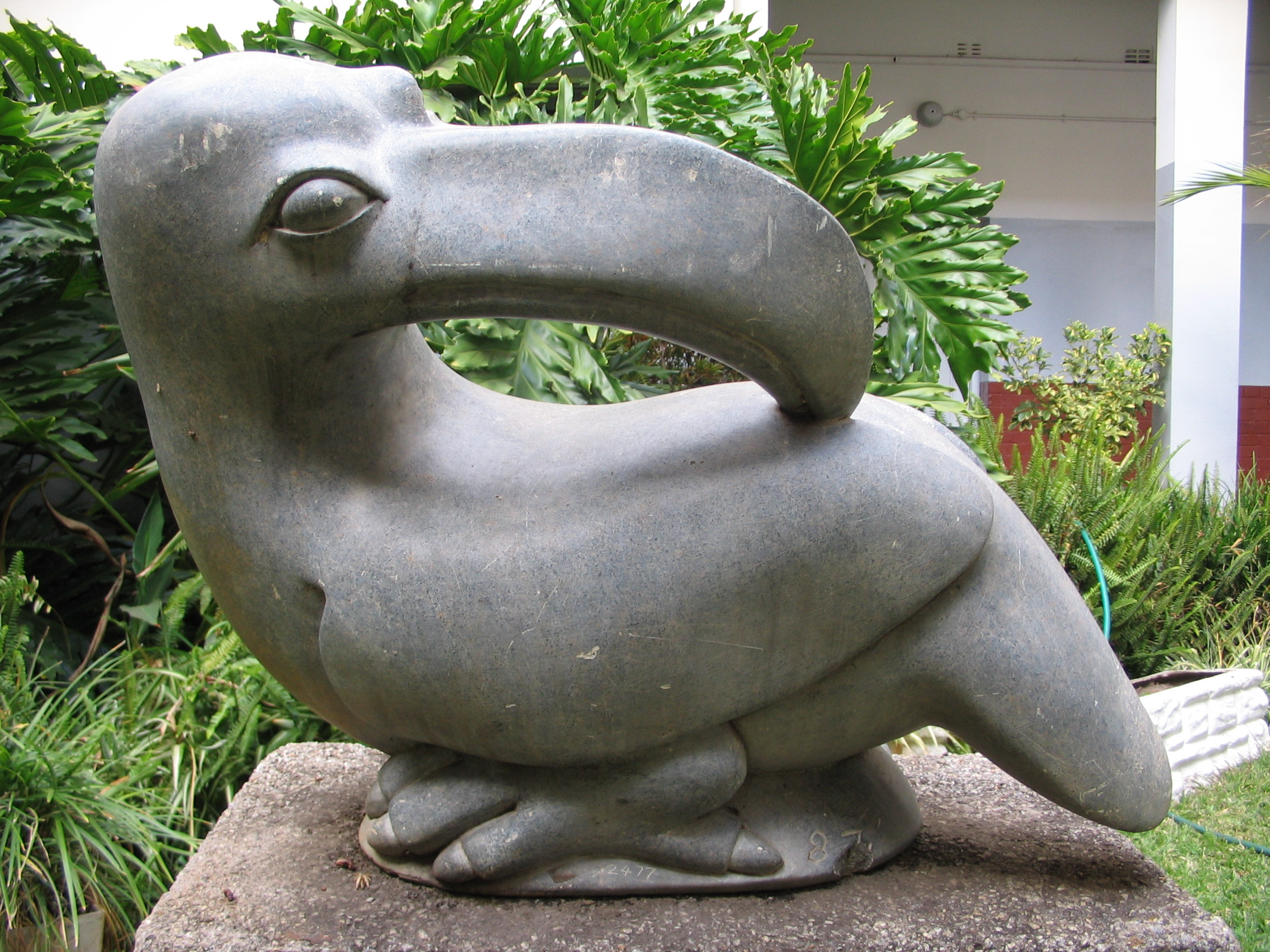

Bernard Matemera war Gründungsmitglied des Künstlerdorfes Tengenenge und ein enger Freund von dessen Initiator Tom Blomefield, der ihn 1966 entdeckt hatte. Er galt als eine Art „Übervater“ der Gemeinschaft und unterstützte aus den Verkaufserlösen seiner Skulpturen den künstlerischen Nachwuchs. Unterbrochen von Reisen nach Jugoslawien, England und in die Niederlande verbrachte er sein gesamtes Arbeitsleben in Tengenenge und war für viele Jahre der künstlerische Leiter der Gemeinschaft.
Matemeras Durchbruch kam vergleichsweise spät. Seine grotesken Skulpturen galten als schwer verkäuflich und stießen selbst beim kenntnisreichen Direktor der Nationalgalerie von Harare, Frank McEwen, auf Ablehnung. In den achtziger Jahren erhielt Matemera schließlich nationale und internationale Ehrungen. Er gewann 1986 den ersten Preis in der prestigeträchtigen New Delhi Triennale, seine Arbeiten wurden weltweit ausgestellt und gingen teilweise in die ständigen Sammlungen von Galerien und Museen über. So steht heute eines seiner Hauptwerke Man Changing into a Rhino am Eingang der Nationalgalerie von Harare.
Bernard Matemera war verheiratet und hatte neun Kinder.

## Stil
Bernard Matemera war ein Hauptvertreter der ersten Generation moderner Bildhauer Simbabwes. Seine kompromisslosen und machtvollen Skulpturen, sehr afrikanisch und manchmal grotesk in der Metaphorik, scheinen manchen schwer zugänglich, sind aber geradezu irritierend emotional und erfüllt von einem tiefen Sinn für Pathos. Seine Hauptthemen waren: Tiere, Geister, Menschen, Kreaturen und die immer gegenwärtige Metamorphose zwischen ihnen.
Bernard Matemera sagte, ein roher Stein sei wie eine Banane; das Endresultat sei im Stein drinnen, und alles, was er zu tun habe, sei, die äußere Schale zu entfernen. Er sah seine Werke oft in Träumen. Jede Person hat ein Tier, ein 'Mutupo’, das ihr verbunden ist und das sie weder töten noch essen darf. Die berühmte Skulptur 'Mutupo’ („Der Mann, der sein Totem aß“) zeigt eine Person, die solch heilige oder verbotene Nahrung gegessen hat, und sich nun in dieses Tier verwandelt.
Bernard Matemera wird unter den besten Steinbildhauern der Gegenwart genannt, seine Werke finden sich in öffentlichen und Privatsammlungen in der ganzen Welt.

## Ausstellungen (Auswahl)
- 1968: Museum of Modern Art; New York / USA
- 1970: Musée National d’Art Moderne, Paris
- 1985: Kresge Art Museum, Michigan
- 1986: Irving Sculpture Gallery, Sydney
- 1990: Musée National des Arts Africains et Occaniens, Paris; und
- Millesgarden Museum, Stockholm
- 1991: „Mit Pinsel und Meißel. Zeitgenössische afrikanische Kunst“, Völkerkundemuseum, Frankfurt
- 1992: Zimbabwe Pavillon, Expo 92, Sevilla
- 1994: „Moderne afrikanische Kunst. Steinbildhauer aus Zimbabwe“, Palmengarten, Frankfurt
- 1998: Botanischer Garten, Hamburg
- 2000: The Royal Botanic Gardens, Kew (London)